# Ludovit Václav Lachnit
Ludovit Václav Lachnit   (Praga, 7 de juliol de 1746 - París, 3 d'octubre de 1820), conegut en el món de parla alemanya com a Ludwig Wenzel Lachnitt o Lachnith, fou un intèrpret de Bohèmia i compositor polifacètic, influït per Joseph Haydn i Ignaz Pleyel. Avui se'l recorda principalment per les seves adaptacions d'òperes de Mozart. El compositor i escriptor francès Berlioz el va immortalitzar en una diatriba en la seva autobiografia.

## Biografia
Lachnith va néixer a Praga. Després de primers estudis amb el seu pare Franz, músic molt capaç de l'església a Praga, a partir de 1768, Lachnith es va convertir en membre de l'orquestra de la cort de Zweibrücken.
El 1773 va anar a París per estudiar trompa francesa amb Jean-Joseph Rodolphe (Rodolphe) i després composició amb François-André Danican Philidor. Des del 1783 vivia definitivament a París, on es tocaven les seves simfonies als Concerts de la Reine (per exemple, Maria Antonieta).
Amb l'arribada de la Revolució Francesa va tenir problemes amb les noves autoritats i va haver de renunciar al seu càrrec a l'Òpera de París. Va fugir del terror de la revolució de 1790, va tornar i, després, va sortir d'una escassa existència donant lliçons particulars i arranjant òperes i fins i tot oratoris per als teatres parisencs. El 1801 es va convertir en instructor a l'Òpera de París, però va haver d'abandonar l'any següent, només per ser reemparat el 1806. Va morir a París.
Se'l recorda principalment com a compositor de pasticcio, utilitzant la música de diversos compositors en una sola peça. El seu arranjament de la música i llibret de La flauta màgica de Mozart (Die Zauberflöte), aparegut amb el títol Les Mystères d'Isis del 1801, va ser un èxit instantani, però també es va parodiar com Les Misères d'ici. En diverses de les seves actuacions va tenir com a col·laborador a Christian Kalkbrenner, pare del pianista i compositor Friedrich Kalkbrenner.

## Hector Berlioz
Tot i que va tenir molt d'èxit amb el públic, l'adaptació de Lachnith a La flauta màgica de Mozart va topar amb critiques descarades ja durant la seva vida. Hector Berlioz per a un va ser un ferotge (i molt divertit) crític d'aquestes pràctiques. Molt abans que els termes Urtext (text original) i Werktreue (fidelitat del treball) fossin encunyats, Berlioz va exigir només que en una sèrie d'articles que després es van incorporar a la seva autobiografia:
| « | <<"Alguns anys abans d'això, per tal d'assegurar l'èxit de La flauta màgica de Mozart, el gerent de l'òpera va produir aquesta meravellosa transformació de la mateixa, Les Mystères d'Isis, el llibret del qual és un misteri encara no revelat pel nº 1. Quan havia manipulat el text al seu gust, el nostre directiu intel·ligent va contractar un compositor alemany perquè l'ajudés a plasmar la música. L'alemany va resultar igual per l'ocasió de La flauta màgica!), va convertir part d'un cor de soprano en una cançó de baix, afegint-hi unes quantes barres pròpies; trasplantà els instruments de vent d'una escena a una altra; va canviar l'aire i va modificar la instrumentació de l'acompanyament en la gloriosa cançó de Sarastro; va fabricar una cançó del cor dels esclaus, O cara armonia; i va convertir un duet en trio. No està satisfet amb La flauta màgica, i va convertir un duet en trio. No està satisfet amb La flauta màgica, aquest corb marí haurà de posar-se a la mà de Tito (La clemenza di Tito) i Don Giovanni. La cançó, Quel charme a mes esprits rappelle, és de Tito, però només hi ha l'andante, perquè l'allegro, amb el que acaba, no sembla que hagi agradat al nostre uomo capace; per la qual cosa va decretar un divorci violent i, al seu lloc, va posar un pegat propi, intercalat amb restes de Mozart. Ningú no somiaria amb els usos de la base a la qual el nostre amic va posar el cèlebre Fin ch’han dal vino, aquell esclat viu de llibertisme en el qual està epitomitzat tot el personatge de Don Giovanni. El va convertir en un trio per a un baix i dos sopranos, amb les següents línies sentimentalment dolces […] ". "Quan es va preparar aquest miserable pooty-pooty, es va anomenar Les Mystères d'Isis, es va reproduir en aquesta forma i es va imprimir i publicar amb tota la partitura amb el nom d'aquest idiota profà Lachnith (que publico que pot ser perpetuat amb el de Castil-Blaze) realment va fer de parentiu amb la de Mozart a la portada: en aquest sentit, dos captaires de drap brut es van disfressar davant el públic amb els vestits rics dels reis de l'harmonia i, d'aquesta manera sòrdida, dos homes de geni, van disfressar-se com a micos, arrebossats en una t'insola voluminosa, mutilats i deformats, van ser presentats al poble francès, pels seus turments, com Mozart i Weber! I el públic va ser enganyat, perquè ningú no es va presentar a castigar els maltractadors ni a donar-los la mentida. Quina quantitat de publicitat té aquests crims, fins i tot quan se'n coneix! A Alemanya i Anglaterra, així com a França, es tolera aquesta adaptació (que significa profanació i espoliació) de les obres mestres per part dels nobles més tolerants. | » |

## Otto Jahn
Per al biògraf de Mozart, Otto Jahn Lachnith, la translació va ser el "capítol més boig de la història de La flauta màgica":
| « | <<"El capítol més boig de la història de La flauta màgica, però, va ser la representació parisenca el 1801 a través de Lachnith amb el títol Les Mystères d'Isis. Aquest bohemià nadiu va tenir la insensibilitat d'extirpar tot allò que era meravellós i còmic, transformant Papageno en un pastor anomenat Bochoris, cap obra d'art mai ha estat tractada amb més poc respecte: es van ometre escenes senceres (12, 17, 18, 19) i, al seu lloc, es van inserir peces d'altres òperes de Mozart, com ara lAria de Champagne de Don Giovanni i una ària de Tito (ambdues convertides en duets!). També la música es feia a través del reajustament i els canvis maltractats, així l'òpera va començar amb el cor final i el recitatiu de Sarastro, seguit del trio nº 16 cantat per sis sacerdotesses que a la vegada va ser seguida per un cor de Tito, i només llavors va arribar la introducció original: l'Ària de Monostatos va ser cantada per Papagena (rebatejada com a Mona), la primera ària de la reina de la nit va ser cantada per Pamina i el duet es va convertir en un trio." "Fins i tot els parisencs van pensar-ho massa i van parlar de Les Misères d'Isis i de l'operació del dérangeur (inquietant) Lachnith. Malgrat tota aquesta crítica, Lachnith havia aconseguit colpejar el gust francès excel·lentment; els esplèndids ballets i la decoració i la decoració en general van rebre un elogi unànime com ho van fer l'orquestra i el cor. D'aquesta manera, aquesta distorsió va veure's fins al 1827 amb plenes actuacions. Només l'any 1865 La flauta màgica va actuar finalment en la seva forma original al Théâtre Lyrique.">> | » |

## Obres (selecció)
Les composicions originals de Lachnith inclouen les òperes:
- L'Heureuse Reconciliació (1785)
- L'Antiquaire (1789)
- Eugenie et Linval (1798).

## Oratoris
- Saül (1805)
- Batalla de Jericó (juntament amb Christian Kalkbrenner, 1805).

## Música orquestral
- 24 simfonies
- 3 concerts per a orquestra i trompa francesa.

## Música de cambra
- 12 quartets de corda
- 6 trios de piano
- 30 sonates per a piano i violí[7]

## Manuals d'instruccions
- Escrit conjuntament amb Louis Adam:
- Méthode ou principe général du doigté pour le piano fort (1798)
- Exercicis préparatoires pour le piano